# Sakiko Tamagawa
Sakiko Tamagawa (玉川 砂記子 Tamagawa Sakiko?, Tokio, 20 de enero de 1962) es una actriz, seiyū y cantante japonesa. También es conocida como Sakiko Ikeda (池田 砂記子 Ikeda Sakiko) puesto que está casada con el seiyū Shūichi Ikeda. Su tipo de sangre es A y mide 1,57m.

## Papeles interpretados

### Series de Anime
- .hack//Legend of the Twilight como Kamui
- Blue Seed como Sakura Yamazaki
- Cyber Team in Akihabara como Miyama Soshigaya
- Daa! Daa! Daa! como Hitomi Saionji
- DNA² como Lulara Kawasaki
- D•N•Angel como Emiko Niwa
- Dragon Crisis! como Hana Kisaragi
- Eat-Man '98 como Eimi
- El Hazard: The Alternative World como Gilda
- Eureka Seven como Diane Thorston
- Genji Tsūshin Agedama como Rei Kuki
- Ghost in the Shell como Tachikoma
- Hajime no Ippo como Aiko Date
- HeartCatch PreCure! como Rumi Shiku
- Higashi no Eden como Juiz
- Knights of Ramune & 40 como Cacao
- Oniisama e... como Mariko Shinobu
- Majutsushi Orphen como Stephanie
- Sailor Moon como Princesa Kakyû y Elsa Gray
- Sorcerer Hunters como Dotta, Lin y Marina
- Sousei No Aquarion como Sophia Belin
- Taiho Shichauzo como Natsumi Tsujimoto
- Tenchi Muyō! como Airi Masaki
- The Big O como Sybil Rowen
- Tsubasa: Reservoir Chronicle como la madre de Kurogane
- Yes! PreCure 5 GoGo! como el Rey Montblanc

### OVAs
- Agent Aika como Maypia Alexymetalia
- Blue Seed Beyond como Sakura Yamazaki
- Call me Tonight como Rumi Natsumi
- Ghost in the Shell como Tachikoma
- Handsome na Kanojo como Mio Hagiwara
- Idol Defense Force Hummingbird como Kanna Toreishi
- Sorcerer Hunters como Dotta
- Taiho Shichauzo como Natsumi Tsujimoto
- Tenchi Muyō! como Airi Masaki
- Tenchi Muyou! Ryououki 4th Season como Airi Masaki
- Violence Jack 3: Hell's Wind Hen como Keiko

### Películas
- Crayon Shin-Chan (películas 7, 8, 9, 14 y 17) como la madre de Kazana-kun
- Cyber Team in Akihabara: 2011 Nen no Natsuyasumi como Miyama Soshigaya
- 009 Re:Cyborg como Ivan Whisky
- Detective Conan: Cuenta regresiva al cielo como Akemi Miyano
- Doraemon y el nacimiento de Japón como Tarane
- Doraemon y la historia de la creación del mundo como Shizuyo
- Fullmetal Alchemist: la estrella sagrada de Milos como Miranda
- Ranma ½: Gran Golpe en Nekonron, China como Lychee
- Higashi no Eden: Paradise Lost como Juiz, Akane, Akiko, Fumie y Yuko
- Pretty Cure All Stars New Stage: Mirai no Tomodachi como Grell
- Record of Lodoss War - The Motion Picture como Pirotess
- Taiho Shichauzo como Natsumi Tsujimoto

### CD Drama
- Landreaall como Sonia Montole

### Videojuegos
- .hack//Link como Kamui
- Fullmetal Alchemist 3: Kami o Tsugu Shoujo como Verda the Legendary Witch
- Power Stone (ambos) como Rouge

### Doblaje
- Duck Dodgers como The Martian Queen/Queen Tyr'ahnee

## Música

### Cyber Team in Akihabara
Participó en los siguientes CD:
- 4 de septiembre de 1998: Rubification - C.T.I.A. / C.I.S.: Ihana mo mi mo aru jinsei dakedo... (junto con Chieko Honda), Lady Commanders (junto con Chieko Honda y Yumi Kakazu)
- 23 de noviembre de 2005: Star Mania Series: Akihabara Denno Gumi Pata-Pi [Limited Pressing]: Lady Commanders (junto con Chieko Honda y Yumi Kakazu)

### Otras interpretaciones
- En el anime Genji Tsūshin Agedama interpretó el segundo ending: Kanzen mukei no ojou-sama.[4]
- Para el OVA Idol Defense Force Hummingbird interpretó, junto con Yuri Amano, la canción Ii Musume de wa Irarenai. Esta canción apareció en el episodio 3.[5]
- Para la serie Knights of Ramune & 40 interpretó, junto con Naoko Matsui y Chisa Yokoyama, el segundo ending: Shiawase ni Naruden na.[6]
- Interpretó a dúo con Akiko Hiramatsu temas para la serie Taiho Shichauzo: la canción de apertura 100mph no Yuuki, la de cierre Arittake no Joonetsu de y Special Day.[7][8]
- En el BSO de Blue Seed se encuentran los temas Once More Under the Moon-Shadow y Cry for the Moon interpretados por ella.[9]